# Discovery HD Showcase
Discovery HD Showcase byl televizní kanál provozovaný společností Discovery Networks. Kanál vysílal v některých zemích střední Evropy, ve kterých vznikl rebrandem kanálu Discovery HD.

## Historie vysílání HD kanálů společnosti Discovery
Kanál ve vysokém rozlišení obrazu začala společnost Discovery vysílat v USA již v roce 2002 – tedy mnohem dříve než byl spuštěn první HDTV kanál v Evropě. Discovery bylo průkopníkem HD na celém světě, její první HD kanál se nazýval Discovery HD Theater, vysílání tohoto kanálu v Evropě následovalo později. V České republice se začalo Discovery nejprve prezentovat svým HD kanálem Discovery HD, který byl později přeměněn na Discovery HD Showcase.

## Programy
Discovery HD Showcase vysílal pouze programy, které si sama vyrobila pro využití ve svých ostatních kanálech, a výhradně ty, které byly dostupné ve vysokém rozlišení obrazu (HDTV).

## Dostupnost v Česku
Kanál byl v České republice poskytován satelitním providerem Skylink, a byl zde součásti programových balíčků Flexi 10, Kombi a Komplet. Dále jej také nabízel satelitní platforma UPC Direct ve svém HD balíčku na pozici 114.